# Алмашу
Алмашу (рум. Almașu) — село у повіті Селаж в Румунії. Адміністративний центр комуни Алмашу.
Село розташоване на відстані 361 км на північний захід від Бухареста, 27 км на південь від Залеу, 40 км на північний захід від Клуж-Напоки.

## Населення
За даними перепису населення 2002 року у селі проживали 1158 осіб.
Національний склад населення села:
| Національність | Кількість осіб | Відсоток |
| -------------- | -------------- | -------- |
| румуни         | 773            | 66,8%    |
| угорці         | 217            | 18,7%    |
| цигани         | 168            | 14,5%    |

Рідною мовою назвали:
| Мова      | Кількість осіб | Відсоток |
| --------- | -------------- | -------- |
| румунська | 943            | 81,4%    |
| угорська  | 215            | 18,6%    |